# Nothing but Thieves
Nothing But Thieves é uma banda de rock alternativo de Southend-on-Sea, Essex. A banda foi formada em 2012 pelos integrantes Conor Mason (Vocalista, Guitarrista e Compositor), Dominic Craik (Guitarrista,Tecladista e Compositor), Joe Langridge-Brown (Guitarrista e Compositor), Philip Blake (Baixista) e antigamente por Dave, baterista e atualmente por James Price (Baterista). Em 2014, eles assinaram um contrato com a RCA Records.
Eles já abriram o show de MUSE 3 vezes: uma em Julho de 2015 no Rock in Roma, outra no Tour de Muse em Colônia, Alemanha em 2016 e em The O2 London & Birmingham Arena, em 2019.

## No Brasil
A banda veio ao Brasil no ano de 2018, nas datas de 30 e 31 de Agosto, nas cidades do Rio de Janeiro e São Paulo. 
No show do Rio de Janeiro, o local não aguentou os equipamentos e teve falta de energia. Com isso, a produtora da banda se responsabilizou e disponibilizou o reembolso no site dos ingressos, realizou um show acústico no local com violão e o vocal e no fim, um Meet&Great.

## Discografia
- Graveyard Whistling (EP) (2014)
- Nothing But Thieves (2015)

- Broken Machine (2017)

- What Did You Think When You Made Me This Way? (EP) (2018)
- Moral Panic (2020)
- Moral Panic II (EP) (2021)
- Moral Panic (The Complete Edition) (2021)
- Dead Club City (2023)